# Clover Lick
Clover Lick ist eine Gemeinde im Pocahontas County in West Virginia. Sie liegt am Greenbrier River auf einer Höhe von 699 Metern, 16 km nordöstlich von Marlinton. Die Gemeinde wurde für eine der Bahnstationen der C&O railroad Anfang des 19. Jahrhunderts gegründet und beherbergte ein Bahndepot, dessen ursprünglicher Standort heute in Form der Betonfundamente des Bahnsignals und des Pumpenhauses noch erkennbar ist. Ursprünglich hatte der Ort zwei Läden, zwei Sägewerke und ein Haus für die Eisenbahnarbeiter und deren Ausrüstung (Section House). Die Region wurde zunehmend von italienischen Einwandern bevölkert, die im Trassenbau tätig waren. Durch die Schule und die beiden Kirchen (eine Episkopalkirche und eine Methodistische) wuchs die Bevölkerung rasch an. Mit Beendigung des Holzeinschlags verlor der Ort wie viele andere in der Region seine Sägewerke und auch die Einwohnerzahl nahm ab.
Der bekannte Parasitologe Emmett William Price wurde 1896 in Clover Lick geboren.